# Minori Chihara
Minori Chihara (茅原 実里?, Chihara Minori; Utsunomiya, 18 novembre 1980) è una doppiatrice e cantante giapponese.
È affettuosamente chiamata Minorin (みのりん?) dai suoi fan.

## Filmografia

### Anime
2004
- Samurai Gun (Ohana)
- Tenjho Tenge (Aya Natsume)

2005
- La legge di Ueki (Memoria, Tamako Hanamura nell'Ep. 3)
- Major (Seconda stagione) (Ayane)

2006
- Binbō Shimai Monogatari (Ragazza senza nome)
- Bem il mostro umano (Remake) (Mitsuki Kisaragi)
- Lemon Angel Project (Erika Campbell)
- Lovedol: Lovely Idol (Hina Hōjō)
- La malinconia di Haruhi Suzumiya (Yuki Nagato)

2007
- Claymore (Donna risvegliata nell'Ep. 12)
- Da Capo II (Shirakawa Nanaka)
- Dragonaut -The Resonance- (Toa)
- Gakuen Utopia Manabi Straight! (Band leader nell'Ep. 11)
- Ikki Tousen: Dragon Destiny (Chouhi Ekitoku)
- Lucky Star (Minami Iwasaki, Se stessa nell'Ep. 12, Cameriera Yuki Nagato nell'Ep. 16)
- Major (Terza Stagione) (Ayane)
- Minami-ke (Chiaki Minami)
- Over Drive (Sorella minore di Takeshi Yamato)
- Saint October (Seiran nell'Ep. 6)
- Shinkyoku Sōkai Polyphonica (Matia Machiya)
- Venus Versus Virus (Sumire Takahana)
- Wellber no Monogatari: Sisters of Wellber (Rio)

2008
- D.C. II S.S.: Da Capo II Second Season (Shirakawa Nanaka)
- Ga-Rei - Il divoratore di spiriti (Kagura Tsuchimiya)
- Ikki Tousen: Great Guardians (Chouhi Ekitoku)
- Major (Quarta Stagione) (Ayane)
- Minami-ke: Okawari (Chiaki Minami)
- Wellber no Monogatari: Sisters of Wellber (Seconda Stagione) (Rio)
- The Tower of Druaga: The Aegis of Uruk (Coopa)

2009
- Minami-ke: Okaeri (Chiaki Minami)
- Needless (Kuchinashi)
- Saki (Tōka Ryūmonbuchi)
- The Tower of Druaga: The Sword of Uruk (Coopa)
- La malinconia di Haruhi Suzumiya (2009) (Yuki Nagato)
- Umineko no naku koro ni (Sakutarou)

2010
- Chū-Bra!! (Nayu Hayama)
- The Qwaser of Stigmata (Teresa Beria)
- Ikki Tousen: Xtreme Xecutor (Chouhi Ekitoku)
- Occult Academy (Mikaze Nakagawa)
- Yumeiro Patissiere SP Professional (Maize)
- Mitsudomoe (Airi Ogata)
- Asobi ni iku yo! (Lawry)

2011
- Mitsudomoe Zōryōchū! (Airi Ogata)
- Rio: Rainbow Gate! (Dana)
- A Channel (Ms. Kitou)
- Oniichan no Koto Nanka Zenzen Suki Janain Dakara ne!! (Ran Yatagai)

2014
- Date A Live II (Izayoi Miku)

2018
- Violet Evergarden (Erica Brown)

### Web Anime
2009
- Nyoro~n Churuya-san (Yuki Nagato)
- La malinconia di Haruhi Suzumiya-chan (Yuki Nagato)

### OVA
- Kyo no Gononi (Tsubasa Kawai)
- Lucky ☆ Star OVA (Minami Iwasaki)
- Mars of Destruction (Kurita Aoi)
- Murder Princess (Ragazza senza nome)
- My-Otome 0~S.ifr~ (Raquel Mayol)
- Space Symphony Maetel: Galaxy Express 999 (Arena)
- Tenjho Tenge: Ultimate Fight (Aya Natsume)
- Tenkuu Danzai Skelter+Heaven (天空断罪スケルターヘブン) (Ayaka Matsumoto)

### Film
- Suzumiya Haruhi no shōshitsu (Yuki Nagato, 2010)

### Giochi
- Avalon Code (Neaki)
- Busou Shinki BATTLE RONDO (Strarf)
- étude prologue ～Yureugoku Kokoro no Katachi～ (Etude prologue 〜揺れ動く心のかたち〜) (Asami Hagiwara)
- La malinconia di Haruhi Suzumiya (serie) come Yuki Nagato:
  - La promessa di Haruhi Suzumiya (PSP)
  - La perplessità di Haruhi Suzumiya (PS2)
  - L'eccitazione di Haruhi Suzumiya (Wii)
  - La serie di Haruhi Suzumiya (NDS)
  - Il confronto di Haruhi Suzumiya (Wii)
- Ikki Tousen (serie) come Chouhi Ekitoku:
  - Ikki Tousen: Shining Dragon (PS2)
  - Ikki Tousen: Eloquent Fist (PSP)
- Lucky ☆ Star: Ryōō Gakuen Ōtōsai (Minami Iwasaki)
- Lux-Pain (Natsuki Venefsukja)
- Mars of Destruction (Aoi Kurita)
- Memories Off #5 encore (Akina Ichijo)
- Mind Zero (Kotone Shiragiku)
- Shōkan Shōjo -ElementalGirl Calling- (Uzuki)
- Summon Night X: Tears Crown (Phara Mir Celestia)
- Tenkuu Danzai Skelter+Heaven (天空断罪スケルターヘブン) (Ayaka Matsumoto)
- The Kōshōnin (THE 交渉人) (Lina Hanashita)
- Blaze Union: Story to Reach the Future (Eater, Lapis)
- Rune Factory 3: A Fantasy Harvest Moon (Sofia)

## Discografia

### Album
- 2004 - Heroine
- 2007 - Contact
- 2008 - Parade
- 2010 - Sing All Love
- 2012 - D-Formation
- 2013 - Neo Fantasia
- 2016 - Innocent Age

### Singoli
- 2005 - Zutto...Issho/Makenai ~Ichizu Version~ (ずっと...一緒/負けない〜一途バージョン〜?, Zutto... Issho/Makenai ~Ichizu bāshon~)
- 2006  -  Melancholy of Haruhi Suzumiya Character Song Vol. 2 Yuki Nagato
- 2007 - Junpaku Sanctuary (純白サンクチュアリィ?, Junpaku sankuchaarii)
- 2007 - Kimi ga kureta ano hi (君がくれたあの日?)
- 2008 - Melty Tale Storage
- 2008 - Ameagari no hana yo sake (雨上がりの花よ咲け?)
- 2008 - Paradise Lost
- 2009 - Tomorrow's Chance
- 2009 - Melancholy of Haruhi Suzumiya Character Song Vol. 2 Yuki Nagato
- 2009 - Precious One
- 2010 - Yasashii bōkyaku (優しい忘却?)
- 2010 - Freedom Dreamer
- 2010 - Ittōsei (一等星?)

### Collaborazioni
- 2006 - Hare hare yukai con Aya Hirano e Yūko Gotō.
- 2006 - Saikyō Pare Parade con Aya Hirano e Yūko Gotō.
- Tomare! con Aya Hirano e Yūko Gotō.

### Video
- 2007 - Message 01
- 2008 - Minori Chihara 1st Live Tour 2008 Contact
- 2009 - Message 02
- 2009 - Minori Chihara Live Tour 2009 Parade
- 2010 - Message 03

## Libri
- Minorhythm, 30 marzo 2006.